# Capcir

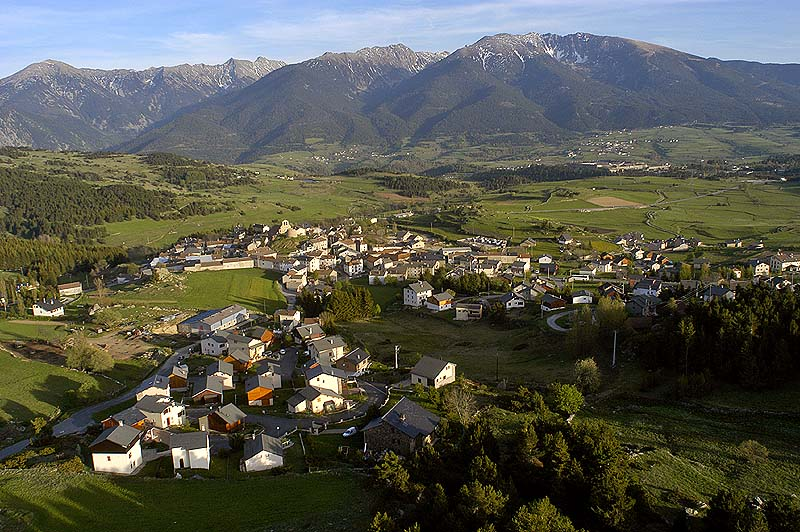
L'altopiano del Capcir presso La Llagonne

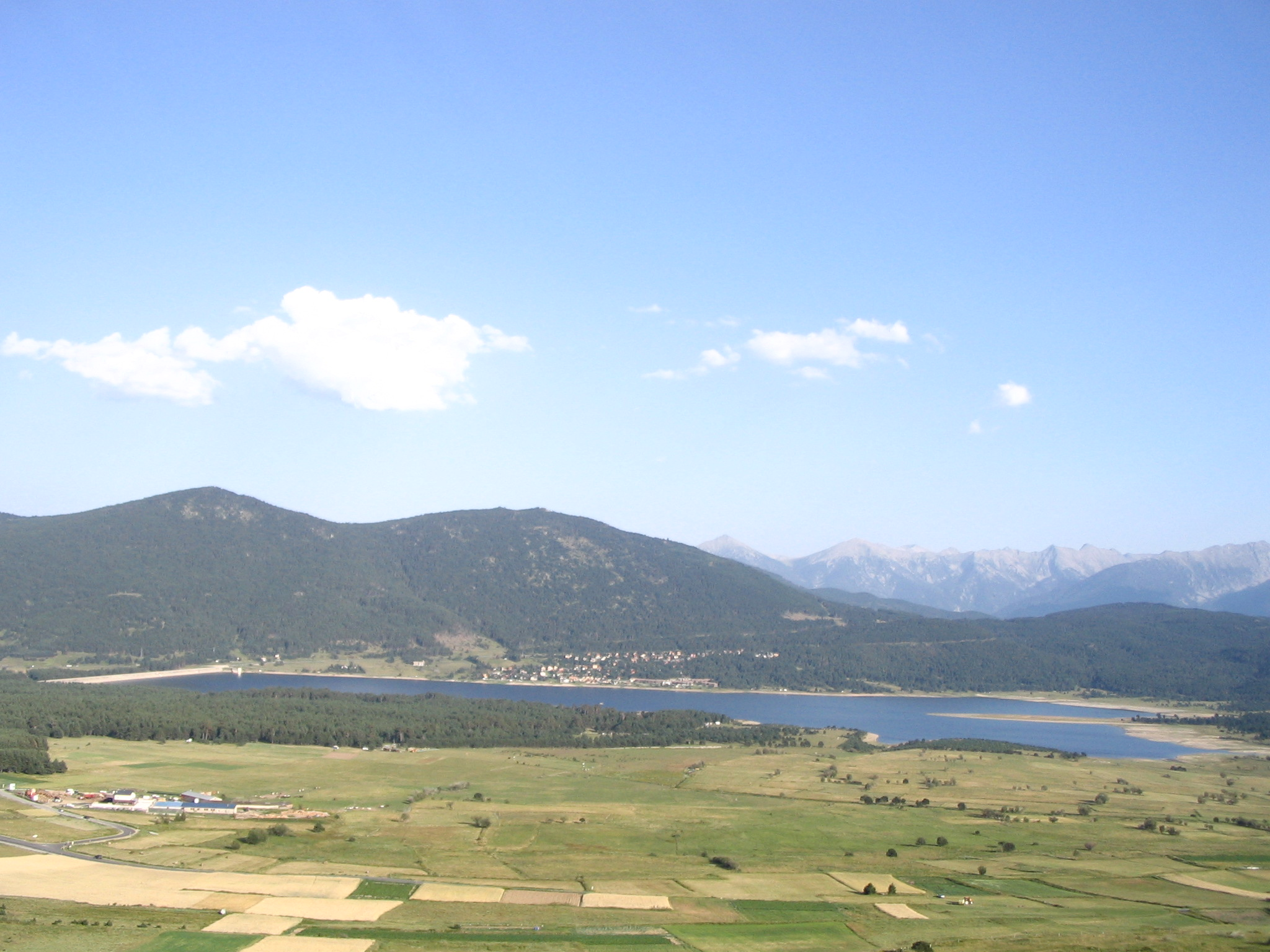
Lago artificiale di Matemale

Il Capcir era un'antica comarca della Catalogna del Nord. Sulla base del trattato dei Pirenei del 1659 il territorio passò al regno di Francia e fa tuttora parte del dipartimento francese dei Pirenei Orientali. Oggi il Capcir ha perso ogni valenza amministrativa ed il termine è rimasto ad indicare un'area storico-geografica.

## Geografia

### Territorio
Il Capcir occupa un altopiano di circa 177 km² delimitato a nord dall'altopiano di Sault, a est dal versante orientale del massiccio del Carlit, a est dal Pic de Madrès e a sud dall'alta valle del Tet. La regione è attraversata in tutta la sua lunghezza (circa 17 km) dall'Aude che nasce appunto in quest'area.
L'altopiano non ha collegamenti trasversali; è percorso dalla Strada dipartimentale RD 118 che lo collega a nord con l'Aude e a sud con l'Alta Cerdagna attraverso il passo di Quillane.
L'altitudine media  della regione è di circa 1.500 m ed il clima è piuttosto severo. Spazzato da venti freddi e umidi proveniati da nord (Carcanet), il Capcir ha relativamente scarse precipitazioni (800 mm/anno in media) e la temperatura media è di circa 6 °C con valori minimi che arrivano fino a -23 °C (Matemale 1962). Per queste ragioni il Capcir è detto anche la Piccola Siberia o il Piccolo Canada. Il primo soprannome sembra però più appropriato perché il Capcir rappresenta uno degli ultimi rifugi in Europa occidentale di una pianta boreo-artica: la Ligularia sibirica.
Nel Capcir sono presenti vari laghi, naturali e artificiali:
- in località Valserra (o Vallserra), fra Formiguères e Les Angles:
  - Etang de Balcère o Stagno di Valserra;
  - Etang de la Balmette o Stagno de la Balmeta.
- lungo il corso dell'Aude:
  - Lago di Matemale (artificiale);
  - Lago di Puyvalador (artificiale).
- nella valle della Lladura (o Lladure), affluente dell'Aude:
  - Stagno Gros o Grand Camporeil;
  - Stagno del Mig o Lago del rifugio;
- nella valle del Galbe (affluente dell'Aude):
  - Stagno del Diavolo (L'étang du Diable);
  - Stagni della Portella d'Orlu (5 stagni).
- alta valle del Tet:
  - Lago dei Bouillouses (lago artificiale).

Il territorio del Capcir ricade all'interno del Parco naturale regionale dei Pirenei catalani.

### Comuni
- Les Angles (Els Angles in catalano)
- Fontrabiouse (Font Rabiosa o Font-rabiosa)
- Formiguères (Formiguera)
- La Llagonne (La Llaguna)
- Matemale (Matamala)
- Puyvalador (Puigbalador)
- Réal (Ral)